# Blocksignal

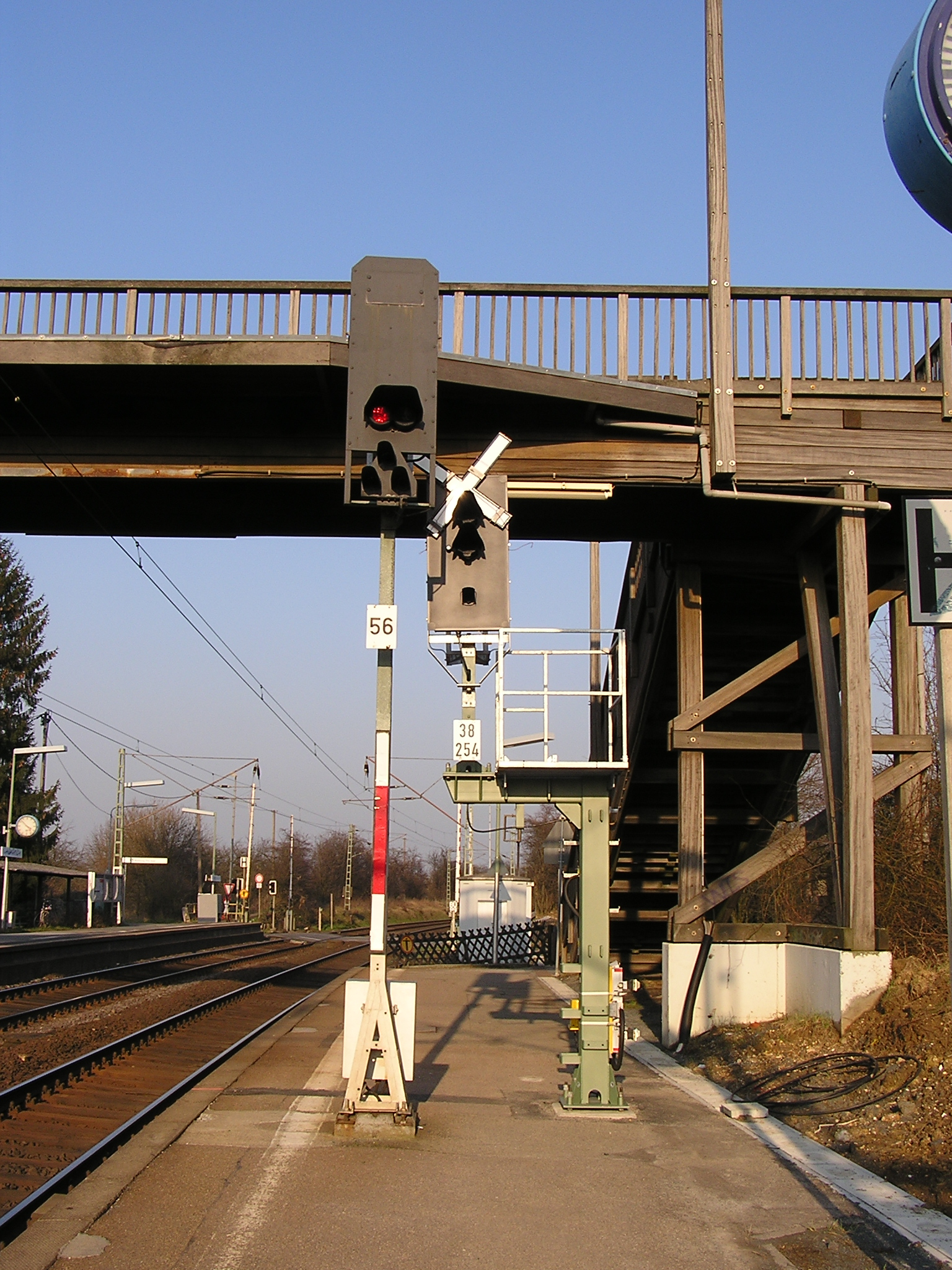
Blocksignale (links die Bauform H/V und rechts die Bauform Ks)

Ein Blocksignal (Abkürzung: Bksig) ist ein Eisenbahnsignal und gehört zu den Hauptsignalen. Es begrenzt einen Zugfolgeabschnitt, in dem sich stets nur ein Zug befinden darf, was auf Hauptbahnen und den meisten Nebenbahnen durch den Streckenblock gewährleistet ist. Der Streckenblock hält das Blocksignal so lange unter Verschluss der nächsten Zugfolgestelle (Blockstelle oder Bahnhof), bis der dazwischen liegende Zugfolgeabschnitt sowie der daran anschließende Gefahrpunktabstand (sogenannte Signalzugschlussstelle, meist 50 Meter hinter dem Blocksignal) von dem Zug geräumt ist, der ihn zuletzt befahren hat. Signale an Abzweigstellen und Überleitstellen der freien Strecke werden ebenfalls Blocksignale genannt.
Ein Blocksignal an einer Eisenbahnstrecke mit selbsttätigem Streckenblock heißt Selbsttätiges Blocksignal (Abkürzung: Sbk). Es gibt die Bauformen Zentralblock und Selbstblock. In Verbindung mit einer Gleisfreimeldeanlage kommen diese Blocksignale vor einer Zugfahrt selbsttätig in Fahrtstellung und nach Vorbeifahrt des Zuges in Haltstellung. Je nach Bauform zeigen diese Signale in Grundstellung den Signalbegriff Halt oder Fahrt.